# Novialoidea
De Novialoidea zijn een groep van uitgestorven pterosauriërs.
In 2003 benoemde paleontoloog Alexander Kellner binnen het kader van een grote kladistische analyse een klade, monofyletische afstammingsgroep, Novialoidea, die de Campylognathoididae en alle meer afgeleide pterosauriërs omvatte. Tegelijkertijd benoemde David Unwin een klade Lonchognatha voor precies hetzelfde deel van de stamboom der pterosauriërs. Unwin echter, zols de naam van zijn klade, de 'speerkaken', al aanduidt, baseerde de groep op een nieuwe, langere, schedelvorm. Maar die dook in Kellners alternatieve analyse al eerder in de stamboom op, zodat de Novialoidea gebaseerd werden op andere nieuw geëvolueerde kenmerken, namelijk die in de vleugels. Dit wordt in de naam weerspiegeld die is afgeleid van het Latijnse novus, 'nieuw', en ala, 'vleugel'.
De definitie van Novialoidea is: de groep bestaande uit de laatste gemeenschappelijke voorouder van Campylognathoides en Quetzalcoatlus, en al zijn afstammelingen. Kellner gaf de volgende twee synapomorfieën, gedeelde nieuwe eigenschappen: het derde kootje van de vierde vinger (de vleugelvinger) is duidelijk korter dan het eerste kootje (in meer basale pterosauriërs zijn ze ongeveer even lang); het derde kootje van de vierde vinger is duidelijk korter dan het tweede kootje (in meer basale pterosauriërs zijn ze ongeveer even lang). Deze kenmerken, waarvan het overigens problematisch is of ze als onafhankelijk beschouwd mogen worden, hebben dus inderdaad op de vleugels betrekking. Kellner gaf ook aan dat het eerste kootje van de vleugelvinger nu zo uitgegroeid was dat hij langer was dan het hele onderbeen (dat zelf in de evolutie steeds korter werd); bij meer basale soorten was de verhouding ongeveer één op twee geweest. Deze laatste  eigenschap nam hij echter niet als synapomorfie in zijn analyse op, omdat zij verderop in de stamboom de uitkomsten van de afstammingsrelaties beïnvloedde op een manier die niet overeenkwam met zijn verwachtingen. Haar "fylogenetisch signaal" ondervond hij dus als storend.
De Novialoidea zijn in Kellners analyse het zustertaxon van Peteinosaurus en komen voor van het Norien in het Trias, 217 miljoen jaar oud, tot het eind van het Krijt, 65 miljoen jaar geleden, dus de volledige duur van de uit fossielen bekende pterosauriërrevolutie.